# شايلا لافو
شايلا لافو (بالإنجليزية: Shayla LaVeaux)‏ ( 27 ديسمبر 1969)، هي ممثلة إباحية وراقصة أمريكية، ولدت في ولاية كولورادو. وتخرجت من ثانوية ويت ريدج.

## روابط خارجية
- شايلا لافو على موقع IMDb (الإنجليزية)
- شايلا لافو على موقع قاعدة بيانات الفيلم (الإنجليزية)
- شايلا لافو على موقع كينوبويسك (الروسية)